# Ratko
Ratko oder Radko ist ein slawischer Vorname. Er ist ein Diminutiv von Namen wie Ratibor, Ratimir usw. mit der Wurzel „rati“ für Krieg oder Kampf.

## Namensträger
- Ratko Delorko (* 1959), deutscher Pianist, Komponist und Dirigent
- Radko Dimitriew (1859–1918), bulgarischer Offizier
- Ratko Dostanić (* 1959), serbischer Fußballtrainer
- Radko Gudas (* 1990),  tschechischer Eishockeyspieler
- Ratko Mladić (* 1942), bosnisch-serbischer Armeeführer
- Ratko Nikolić (* 1977), serbischer Handballspieler
- Ratko Perić (* 1944), kroatischer Geistlicher, Bischof von Mostar-Duvno
- Radko Stöckl (1924–1984), deutscher Politiker (SPD)
- Ratko Zjača (* ≈1970), kroatischer Jazzmusiker